# 해병대 시설사령부
해병대 시설사령부(Marine Corps Installations Command (MCICOM))는 2011년 10월 1일에 설립된 미국 본토를 기준으로 태평양과 동부해안, 서부해안과 맞닿아 있는 대서양 지역의 미합중국 해병대 시설을 집중적으로 관리하는 사령부이다. 훈련교육사령부에서 관할하는 투웬티나인팜스 해병대 지상전투센터와 산악전훈련소, MCRD 샌디에이고, MCRD 패리스 아일랜드와 같은 시설은 시설사령부의 지휘통제 권한에서 벗어나 있지만, 시설관리 지원은 맡고 있다.
아시아 태평양 지역 안의 하와이주, 일본, 대한민국에 있는 모든 시설을 관리하는 해병대 태평양 시설대는 9월 11일, 미국 동해안과 유럽 지역을 담당하는 동부시설대는 10월 1일에 설립되었다.

## 편성

지역시설대의 문장
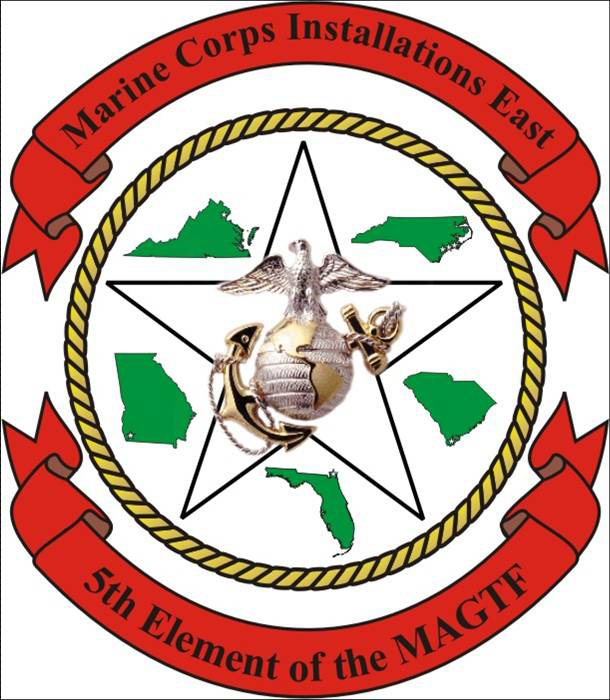
해병대 동부시설대
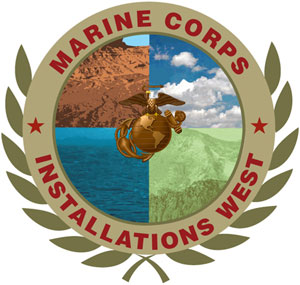
해병대 서부시설대
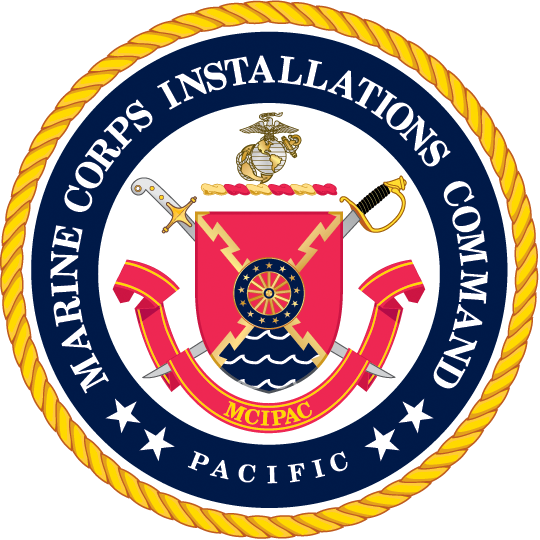
해병대 태평양 시설대
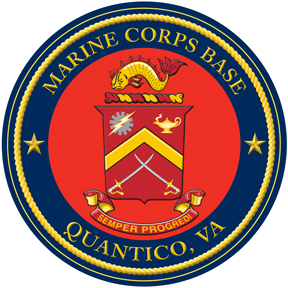
콴티코 해병대 기지

### 계층 구조
- 동부시설대 (MCIEAST) - 캠프 르쥔 해병대 기지
  - 뉴리버 해병대 항공기지
  - 보퍼트 해병대 항공기지
  - 블룬트섬 사령부
  - 알바니  해병대 군수기지
  - 체리 포인트 해병대 항공기지
  - 콴티코 해병대 항공기지
  - 캠프 르쥔 해병대 기지
- 서부시설대 (MCIWEST) - 캠프 펜들턴 해병대 기지
  - 산악전훈련소
  - 미라마르 해병대 항공기지
  - 바스토우 해병대 군수기지
  - 유마 해병대 항공기지
  - 캠프 펜들턴 해병대 기지
  - 캠프 펜들턴 해병대 항공기지
  - 투웬티나인팜스 해병대 지상전투센터
- 태평양 시설대 (MCIPAC) - 캠프 포스터
  - 캠프 스메들리 D. 버틀러 해병대 기지
  - 하와이 해병대 기지
  - 이와쿠니 해병대 항공기지
  - 후텐마 해병대 항공기지
  - 캠프 후지 재병혼성훈련소
  - 캠프 무적, 대한민국
- 콴티코 해병대 기지 (MCB 콴티코)

## 같이 보기
- 미국 육군 시설관리사령부
- 미국 해군
  - 해군시설사령부
  - 해군시설기술사령부
- 미국 공군 공군토목공학원